# Maarten van Garderen
Maarten van Garderen (ur. 24 stycznia 1990 w Renswoude) – holenderski siatkarz, reprezentant Holandii, grający na pozycji przyjmującego. 
Pochodzi z rodziny siatkarskiej. Tę dyscyplinę uprawiali ojciec Evert i brat Bart.

## Sukcesy klubowe
Superpuchar Holandii:
- 2011, 2012

Mistrzostwo Holandii:
- 2012

Puchar Niemiec:
- 2015

Mistrzostwo Niemiec:
- 2015

Klubowe Mistrzostwa Świata:
- 2018

Puchar CEV:
- 2019

Puchar Challenge:
- 2021

Mistrzostwo Turcji:
- 2021

Superpuchar Grecji:
- 2024[9]

Mistrzostwo Grecji:
- 2025[10]

## Sukcesy reprezentacyjne
Liga Europejska:
- 2012
- 2019